# Poecilosomella nigrotibia
Poecilosomella nigrotibia är en tvåvingeart som beskrevs av Oswald Duda 1925. Poecilosomella nigrotibia ingår i släktet Poecilosomella och familjen hoppflugor.
Artens utbredningsområde är Taiwan. Inga underarter finns listade i Catalogue of Life.